# Aphanocrex
Aphanocrex is een uitgestorven geslacht van vogels uit de familie van de rallen, koeten en waterhoentjes (Rallidae). De wetenschappelijke naam van het geslacht is voor het eerst geldig gepubliceerd in 1963 door Alexander Wetmore. Het genus heeft maar één soort:
- † Aphanocrex podarces (Sint-Helenaral) Wetmore, 1963